# 히라마역
히라마역(일본어: 平間駅, ひらまえき)은 일본 가나가와현 가와사키시 나카하라구에 있는 역이다. 동일본 여객철도(JR 동일본)가 관할하는 난부 선이 지난다.

## 역 구조
- 상대식 승강장 2면 2선의 자상역.
- 개찰구는 1번선(가와사키 방면) 승강장의 무카이가와라 쪽에 있다.

### 타는 곳
| 1 | ■ 난부 선 | 가시마다, 가와사키 방면                                 |
| 2 | ■ 난부 선 | 무사시코스기, 무사시미조노쿠치, 노보리토, 다치카와 방면 |

## 이용 상황
- 2008년도의 승차 인원은 1일 평균 14,303명이었다.

## 역사
- 1927년 3월 9일 - 난부 철도 가와사키역 - 노보리토역 간의 개통시에 히라마 정류소로서 개업.
- 1944년 1월 1일 - 나부 철도의 국유화에 의해 일본국유철도 난부 선의 역이 된다.
- 1987년 4월 1일 - 국철 분할 민영화에 의해 동일본 여객철도 난부 선의 역이 된다.

## 인접 역
| 동일본 여객철도 난부 선      | 동일본 여객철도 난부 선 | 동일본 여객철도 난부 선          |
| ---------------------------- | ----------------------- | -------------------------------- |
| JN 04 가시마다 가와사키 방면 | 난부 선                 | JN 06 무카이가와라 다치카와 방면 |